# Balam Jerk
Balam Jerk (persiska: بَلَم جِريك, Balam Jerīk, بلم جرك) är en ort i Iran.   Den ligger i provinsen Golestan, i den norra delen av landet, 400 km öster om huvudstaden Teheran. Balam Jerk ligger 956 meter över havet och antalet invånare är 576.
Terrängen runt Balam Jerk är kuperad åt sydost, men åt nordväst är den bergig. Runt Balam Jerk är det ganska glesbefolkat, med 48 invånare per kvadratkilometer. Närmaste större samhälle är Mīnūdasht, 18,9 km norr om Balam Jerk. Trakten runt Balam Jerk består till största delen av jordbruksmark.